# جنانا یوگا
جنانا یوگا (یوگای خرد و فرزانگی) (به انگلیسی: Jnana yoga) همچنین با نام جنانا مارگا (مسیر خرد و فرزانگی) (به انگلیسی: Jnanamarga) نیز شناخته می‌شود. جنانا در سانسکریت به معنای خرد، فرزانگی، حکمت است و متضاد آن، آجنانا یعنی جهل است. جنانا یوگا یکی از مسیرهای چندگانه در هندئیسم است که مبتنی بر مسیر خرد و دانش است؛ همچنین بعنوان مسیر خودشناسی نیز شناخته می‌شود. این سبک یوگا یکی از سه سبک کلاسیک یوگا برای موکشا (رهایی) است. دو سبک دیگر کلاسیک یوگا عبارتند از کارما یوگا مسیر عمل، راه خدمت) و باکتی یوگا (مسیر جانسپاری عاشقانه به معبود). بعدها، جنبش‌های جدید هندوئیسم، راجا یوگا را بعنوان چهارمین مسیر معنوی به این سه سبک سنتی اضافه کردند.
جنانا یوگا، ممارست معنوی است که دانش و خرد را با سوالاتی همچون من کیستم و چیستی من به چالش می‌کشد. ممارست کننده معمولاً زیر نظر یک گورو (استاد معنوی) به مطالعه می‌پردازد؛ مدیتیشن و تأمل می‌کند و به بینش‌های رهایی‌بخش در مورد ماهیت خود واقعی اش (روح، آتمن) و ارتباطش با مفهوم متافیزیکی که در هندوئیسم برهمن نامیده می‌شود، می‌رسد. ایده‌های جنانایوگا در متون هندوی باستانی و میانه همچون اوپانیشادها و بهاگاواد گیتا بحث شده‌است.